# Terremoto de Samborondón de 2022
El terremoto de Samborondón de 2022 fue un movimiento sísmico de una magnitud de 5.7 MW ocurrido el jueves 14 de julio a las 17:30 UTC-5, a una profundidad de 73 km y una intensidad en la escala de Mercalli de V.El epicentro del sismo fue en el Cantón Samborondón, en la Provincia del Guayas, muy cerca de la ciudad de Samborondón. Producto del sismo un joven de 16 años murió en Simón Bolívar luego de que un cable de alta tensión le cayera mientras se encontraba en una cancha de futbol.

## Generalidades
Después del sismo se produjeron dos réplicas, una de 3.1 a las 17:58 y otra de 2.9 a las 18:05 UTC-5, las dos en cercanías del sismo anterior. El sismo se sintió en 151 cantones y en 17 provincias.

## Impacto
Después del sismo se reportó que 63 unidades educativas, 16 unidades de salud, 5 bienes públicos y 5 bienes privados resultaron afectados.Así mismo se produjeron daños 7 viviendas, 2 en Samborondón y 5 en Guayaquil. 2 estudiantes resultaron heridos debido al pánico.